# Glenea capriciosa
Glenea capriciosa là một loài bọ cánh cứng trong họ Cerambycidae.